# شجرة العنقاء (رواية)
رواية شجرة العنقاء (بالإنجليزية: The Phoenix Tree)‏ هي رواية للكاتب الأسترالي جون كليري. نشرت عام 1984، تقع أحداثها في اليابان خلال الأيام الأخيرة من الحرب العالمية الثانية.